# Gewone purperbandhoningzuiger
De gewone purperbandhoningzuiger (Cinnyris bifasciatus; synoniem: Nectarinia bifasciatus) is een zangvogel uit de familie Nectariniidae (honingzuigers).

## Verspreiding en leefgebied
Deze soort telt 3 ondersoorten:
- C. b. bifasciatus: van de zuidwestelijke Centraal-Afrikaanse Republiek en Gabon tot westelijk Angola.
- C. b. microrhynchus: van zuidelijk Congo-Kinshasa, zuidelijk Oeganda, zuidelijk en centraal Kenia tot noordoostelijk Angola, noordelijk, centraal en westelijk Zambia, noordelijk Malawi en noordelijk Mozambique.
- C. b. strophium: van zuidoostelijk Zambia, zuidelijk Malawi en zuidelijk Mozambique tot oostelijk Zuid-Afrika.